# Hans Joachim Moser
Pour les articles homonymes, voir Hans Moser et Moser.
Hans Joachim Moser (Berlin, 25 mai 1889 – Berlin, 14 août 1967) est un musicologue, compositeur et chanteur allemand.

## Biographie
Hans Joachim Moser est le fils du professeur de musique et musicologue Andreas Moser (1859-1925) avec qui il étudie le violon. Son père est l'élève et le premier biographe important du violoniste Joseph Joachim. Hans Joachim Moser étudie l'histoire de la musique (principalement avec Gustav Jenner et Robert Kahn), la philologie allemande et la philosophie à Marbourg, Berlin et Leipzig. Avec une thèse sur Les Confédérations musicales dans l'Allemagne du Moyen Âge (« Die Musikergenossenschaften im deutschen Mittelalter »), il obtient son doctorat à Rostock en 1910.
Hans Joachim Moser participe à la Première Guerre mondiale en tant que lieutenant, puis est  officiellement accepté à l'Université de Halle en 1919. En 1922, il est nommé professeur extraordinaire et en 1925, il est invité à Heidelberg. De 1927 à 1933, il est directeur de l'Académie d'État de l'Église et de l'École de musique de Berlin. 
En 1933, Moser est mis à la retraité pour des motifs politiques selon certaines sources, mais, selon Michael Grüttner, il s'agirait plutôt de privilèges accordés aux étudiants. Après son adhésion au NDSAP en 1936, il devient chef adjoint des autorités du Reich pour les activités musicales au Ministère du Reich à l'Éducation du peuple et à la Propagande en 1938. De 1940 à 1945, il en est son secrétaire général et dirige la section. Sous son égide, il ordonne à partir de 1940, l'aryanisation des oratorios de Haendel. En 1938 et 1940, il collabore à la revue SS, Germania, puis en 1944 à la revue musicologique d'Alfred Rosenberg, Musik im Kriege.
En 1947, il reçoit une chaire de professeur de l'Université d'Iéna, mais après deux mois, elle lui est retirée à la lumière de ses activités au Ministère de la Propagande. De 1950 à 1960, Moser travaille comme directeur du Conservatoire de musique d'État de Berlin-Ouest. En 1963, la Médaille Mozart de Vienne lui est décernée.
Moser est le père de la cantatrice Edda Moser, du folkloriste et universitaire de la littérature, Dietz-Rüdiger Moser (1939-2010) et du chanteur Wolf-Hildebrand Moser (né en 1943).

## Œuvre
Moser écrit des études sur de nombreux compositeurs, tels Paul Hofhaimer, Heinrich Schütz et Jean-Sébastien Bach, ainsi que des études : Das deutsche Lied seit Mozart (Le lied allemand depuis Mozart) en 1937. Au cours des années 1920, il édite une Histoire de la musique allemande en trois volumes, publié dans diverses formes. Après la Seconde Guerre mondiale Moser écrit une Histoire de la musique de l'Église Évangélique en Allemagne d'innombrables textes biographiques, comme par exemple, son Histoire de la musique en 100 histoires de vie. Son Music-Lexikon est passé par cinq éditions depuis 1955. Plus tard, son développement se fait dans le livre, à la manière du germaniste Josef Nadler, avec La Musique dans la tradition allemande (1957). Moser a réalisé la nouvelle édition des Monuments des compositions allemandes (Denkmäler deutscher Tonkunst, ou DDT).

### Compositions
L'œuvre de Moser en tant que compositeur comprend des pièces pour piano, des lieder, de la musique de scène et des œuvres chorales.
- Epos Frühlgseinzian (1908)
- D. Liebe d. Rosemaria (1912)
- D. Sieben Raben (1915)
- Motetet Luthers Lied (1923)

### Ouvrages
- Geschichte der deutschen Musik (1920–1924)
- Geschichte d, evang. Kirchenmusik (1926)
- Musikal, Zeitenspieg. (1924)
- Musikal. Fachwórterbuch (1925)
- Paul Hofhaimer und seine Schule (1928)
- Das deutsche Lied seit Mozart (Atlantis Verlag, Berlin et Zurich 1937).

### Éditeur
- Éditions de lieder, notamment la plus récente : deux volumes d'œuvres de Carl Loewe pour les éditions Peters.